# Monada (biologia)

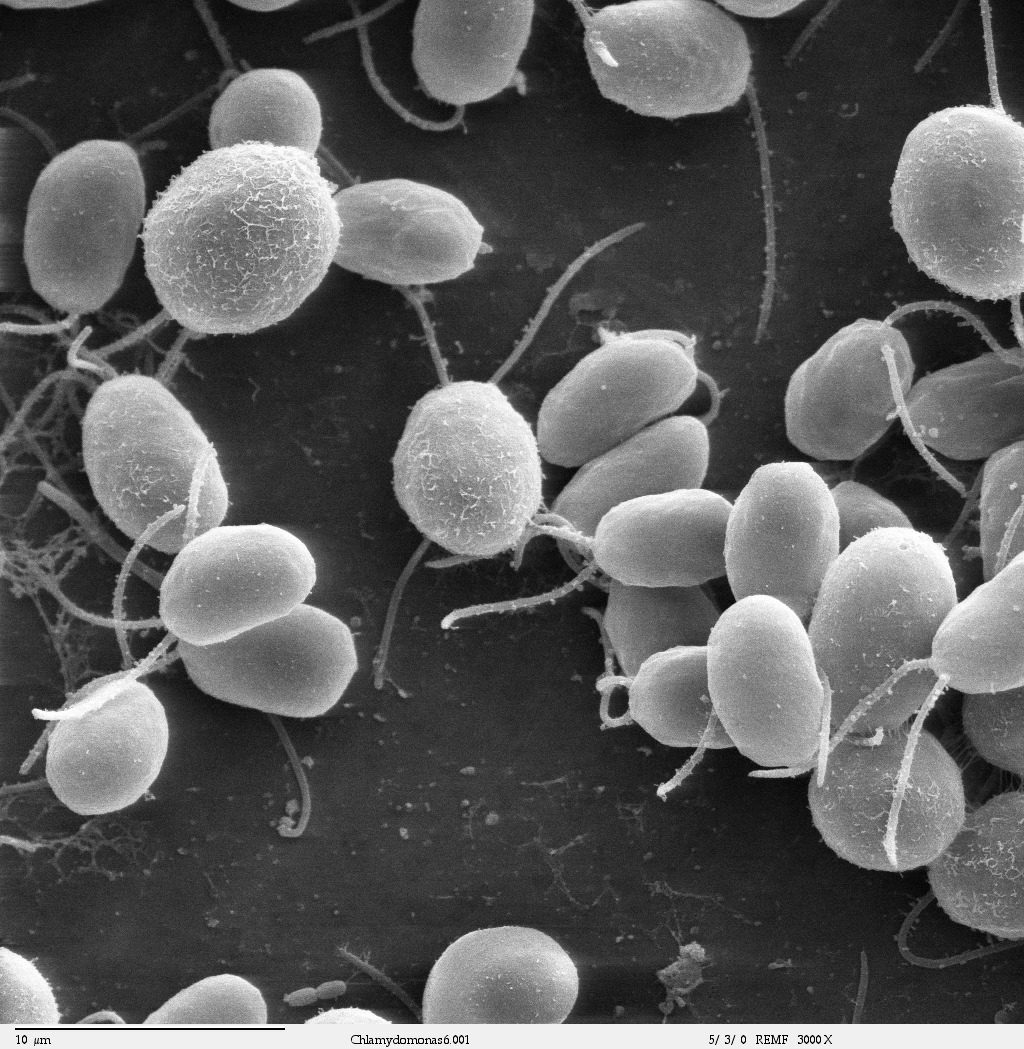
Organizm monadalny Chlamydomonas reinhardtii

Monada – typ budowy plechy. Typ monadalny lub monadowy, czyli wiciowcowy: naga komórka z jedną lub kilkoma wiciami. Trwale zdolna do ruchu. Postać wczesna ewolucyjnie i powszechna w wielu grupach taksonomicznych. We wczesnych systemach taksonomicznych organizmy tego typu łączono w grupy wiciowców lub Monadales obejmujące np. eugleniny, złotowiciowce czy toczkowce.